# Baba (skała)
Baba – skała we wsi Siedlec w województwie śląskim, w powiecie częstochowskim, w gminie Janów, na Równinie Janowskiej wchodzącej w skład Wyżyny Częstochowskiej.
Baba znajduje się w lesie, w odległości około 500 m na południowy zachód od drogi z Siedlca do Złotego Potoku. Prowadzi do niej droga leśna zamknięta szlabanem, mająca swój wylot w niewielkiej odległości od Bramy Twardowskiego. Skała znajduje się przy samej drodze. Jest to zbudowany z wapieni ostaniec o wysokości 16 m i pionowych lub przewieszonych ścianach. W 2005 r. poprowadzono na nim 14 dróg wspinaczkowych o trudności od VI do VI.5 w skali Kurtyki. Na wszystkich zamontowano stałe punkty asekuracyjne: ringi (r) i stanowiska zjazdowe (st).
1. Cesta Andre; VI.2, 5r+st,
2. Gumdzia; VI.2+, 5r + st
3. Wszyscy razem !; VI.4, 6r + st

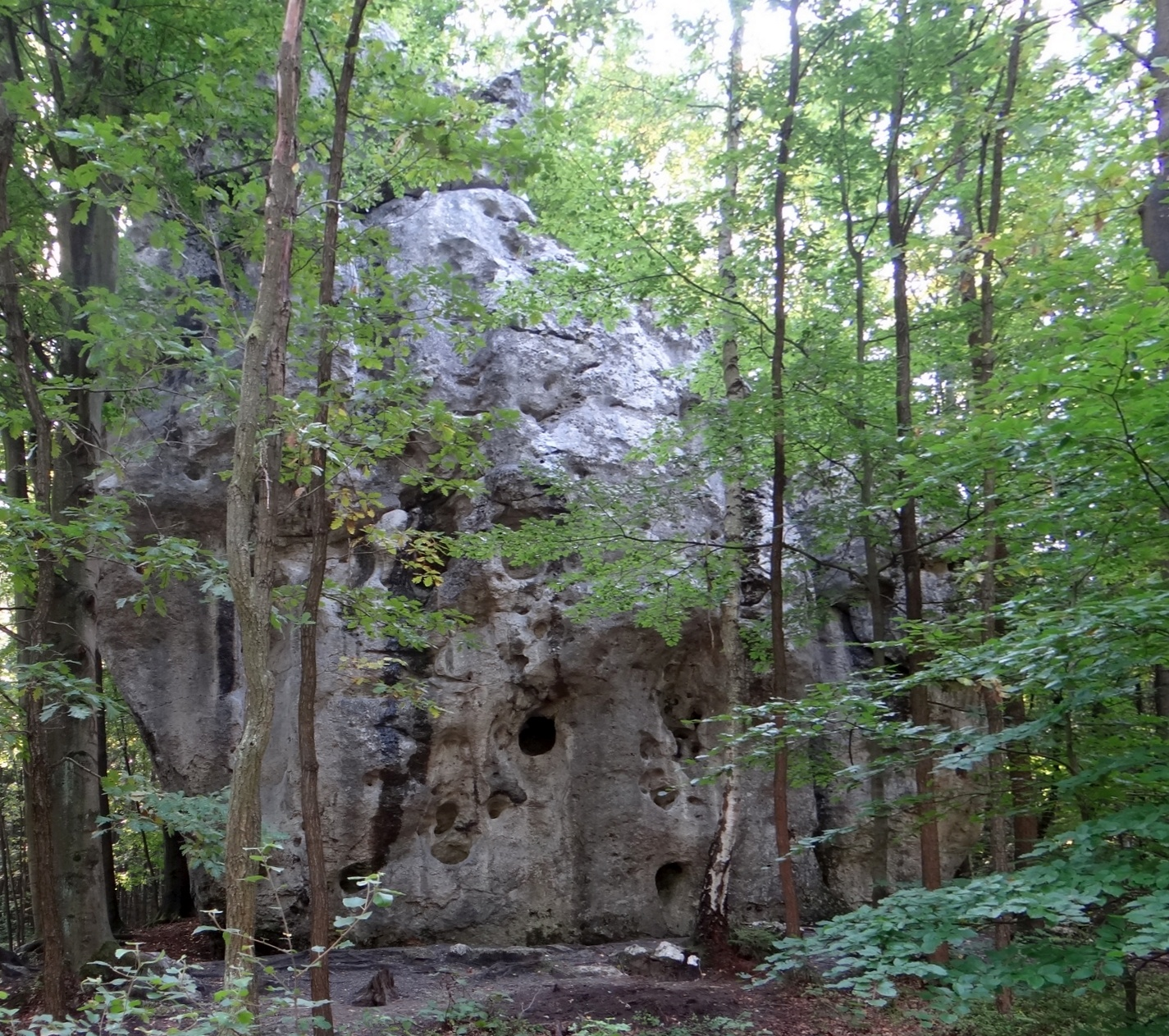
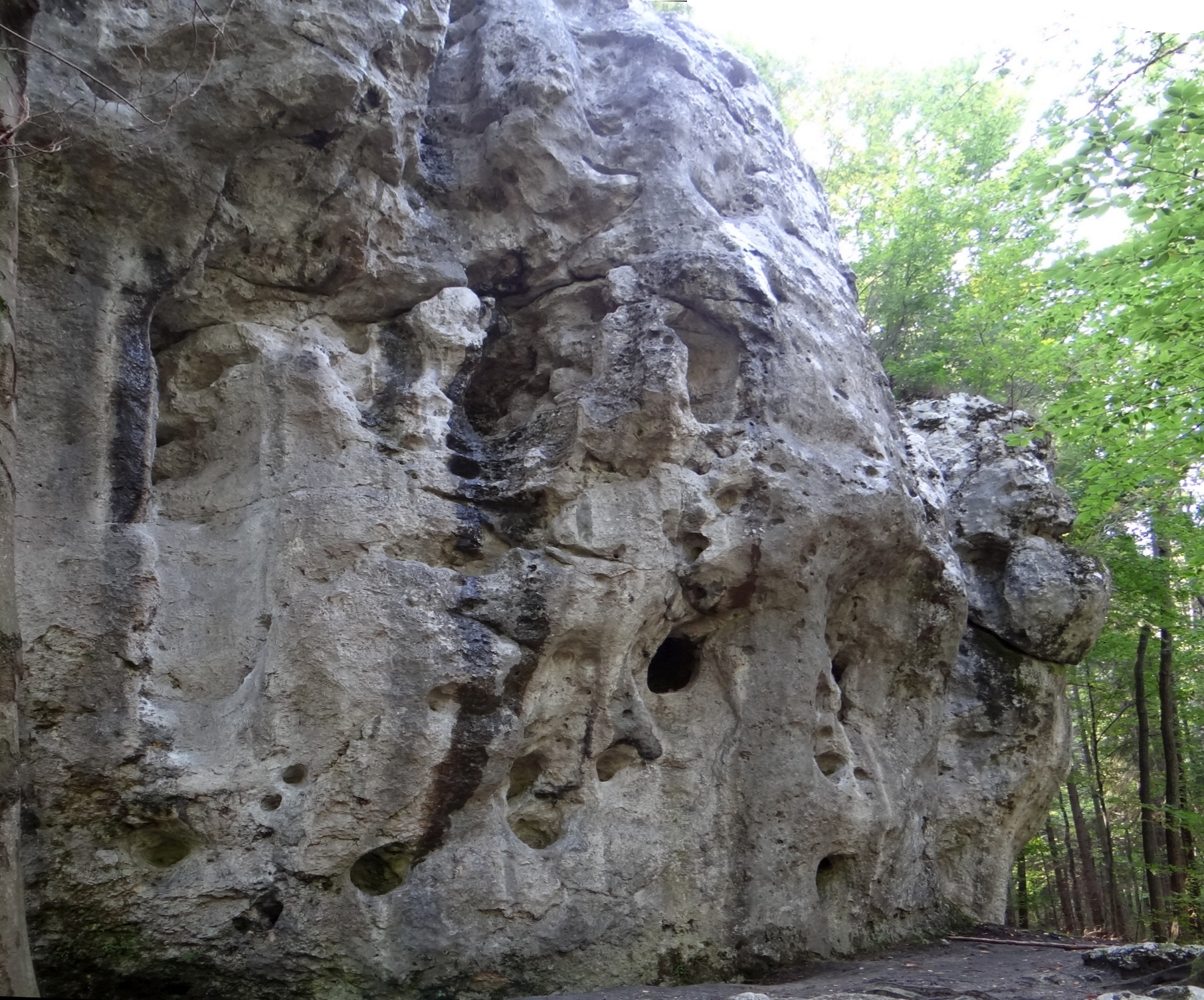
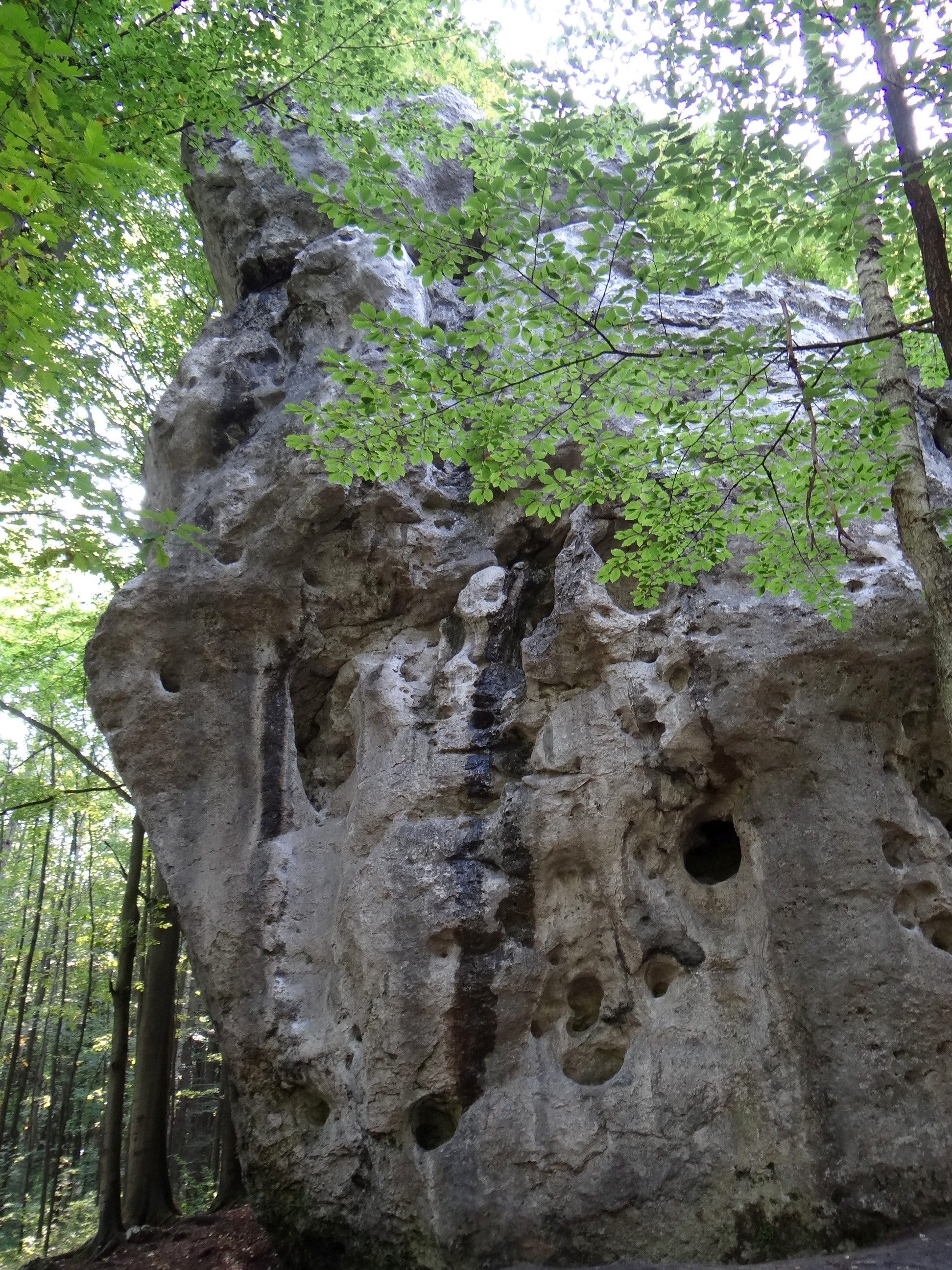
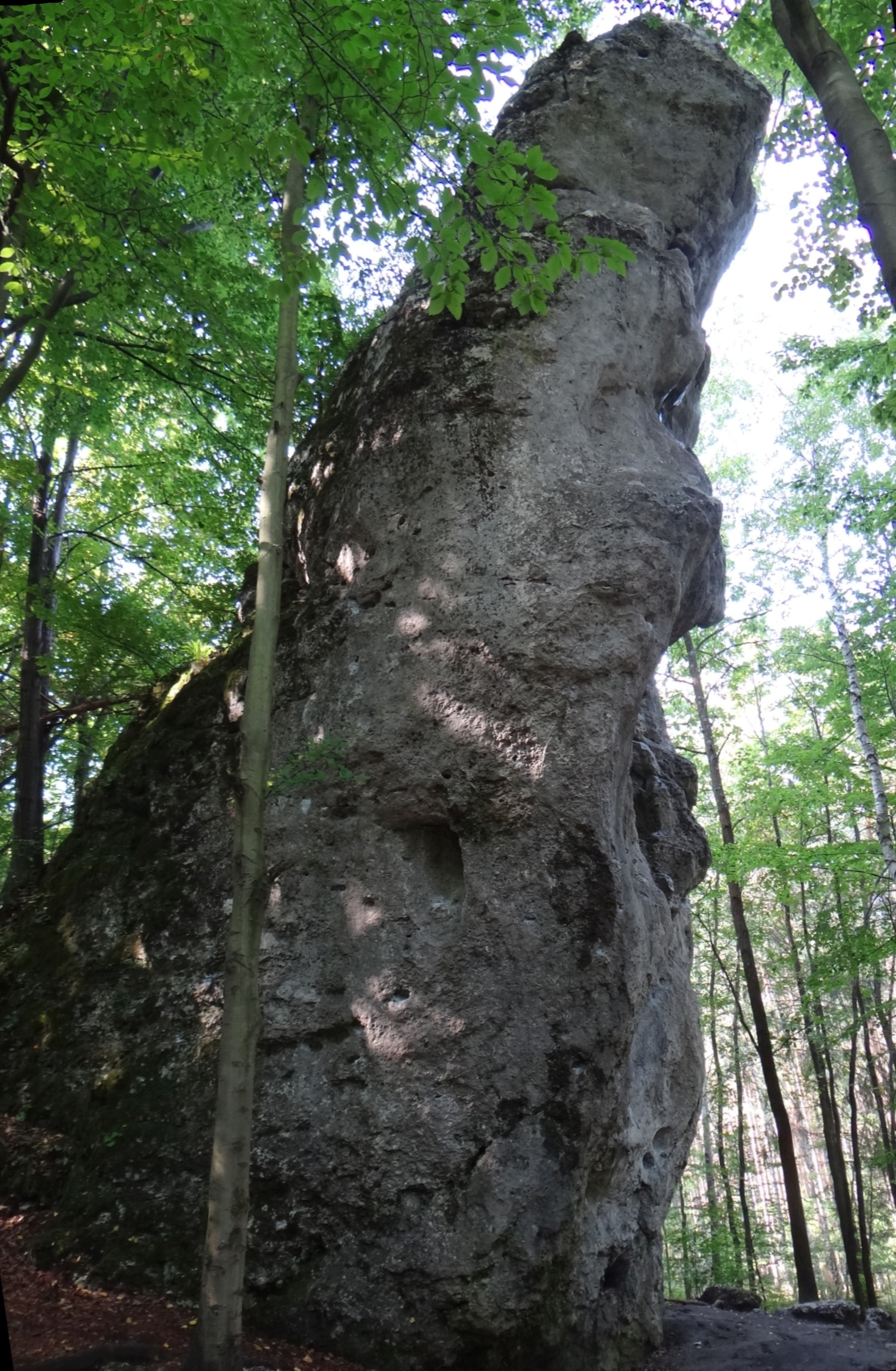
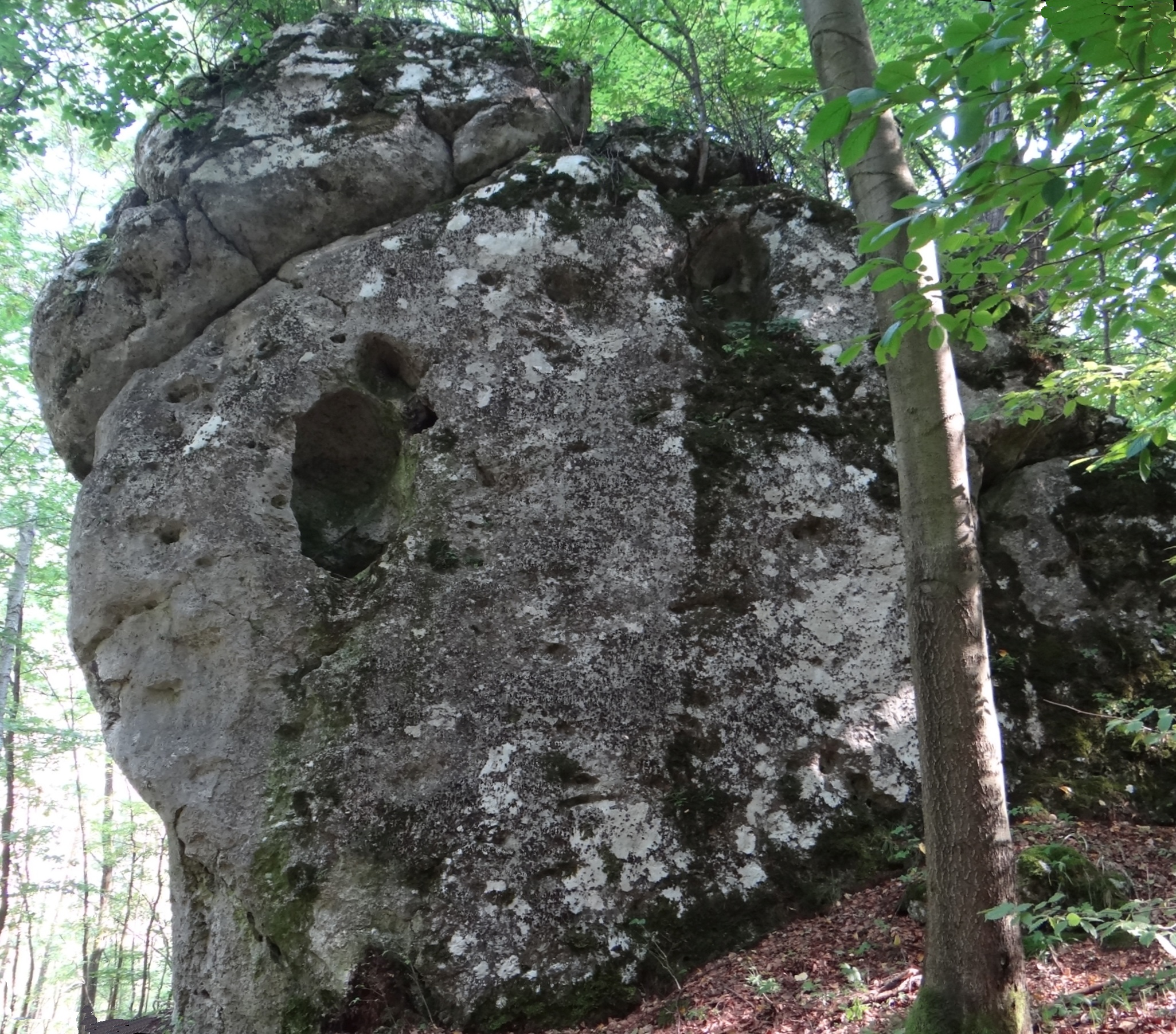

4. Zagubiona we śnie; VI.4+/5, 5r + st
5. Dziadek Au; VI.3, 5r+st
6. Siekiera motyka; VI.3, 6r + st
7. Chłopek; VI.1, 6r + st
8. Babuśka; VI+, 5r + st
9. Iran Irak; VI.1 4r + st
10. Izrael; VI.1+, 4r + st
11. Hezbollach; VI.2, 4r + st
12. Liban; VI.1, 3r + st
13. A Liban tonie; VI.2, 3r + st
14. Rakieta; VI, 3r + st[2].